# Анна Прусская (1576—1625)
Анна Прусская (нем. Anna von Preußen; 3 июля 1576, Кёнигсберг — 30 августа 1625, Берлин) — принцесса Прусская, в замужестве курфюрстина Бранденбурга.

## Биография
Анна — старшая дочь герцога Пруссии Альбрехта Фридриха и Марии Элеоноры Юлих-Клеве-Бергской, дочери герцога Вильгельма Богатого.
30 октября 1594 года в Кёнигсберге Анна вышла замуж за маркграфа Иоганна Сигизмунда, будущего курфюрста Бранденбурга. Мать Иоганна Сигизмунда предупреждала сына, что невеста не отличается особой красотой. Брак был заключён по расчёту в обеспечение бранденбургских претензий на герцогство Пруссию. В браке родилось восемь детей, из которых трое умерло в раннем возрасте. Брак имел территориально-политическое значение, поскольку Анна как племянница последнего клевского герцога Иоганна Вильгельма рассматривалась прусскими Гогенцоллернами наследницей объединённых герцогств Юлих-Клеве-Берг, а также графств Марк и Равенсберг.
Анна превосходила своего супруга в политическом и интеллектуальном плане. Кроме того, она обладала железной волей и отличалась темпераментностью. Когда у курфюрста начинались запои, супруга била о его голову тарелки и стаканы. Она создала собственные дипломатические связи и сама выступала представителем своих интересов наследницы на западе. Ей принадлежали планы раздела спорных территорий, она сама вела переговоры с конкурентами из Пфальца. Во время Ютеборгского съезда 1611 года она принимала заключение совета. В 1612 году в обеспечение своих интересов она отправила к императору Матвею собственного посланника.
В конце наследного спора по поводу юлих-клевского наследства Гогенцоллерны были вынуждены поделить наследство с Пфальцем-Нейбургом. Тем самым земли Рейнской области и Вестфалии впервые отошли к курфюршеству Бранденбург.
После перехода супруга в кальвинизм Анна выступила защитницей лютеранского населения. Протесты и ходатайства по большей части направлялись на её имя. Своей настойчивостью в посещении лютеранских служб она внесла вклад в утверждении лютеранского вероисповедания. Она поддерживала тесные связи с курфюршеством Саксония, центром лютеранской ортодоксии.
После перехода титула курфюрста к сыну Георгу Вильгельму Анна сохранила своё обширное влияние. Она выступила противницей Габсбургов и выдала свою дочь Марию Элеонору за короля Швеции Густава Адольфа, не предупредив об этом своего сына, и тем самым с самого начала нанесла удар по авторитету и международному имиджу курфюрста. Анна вновь поставила цель укрепить претензии Бранденбурга на прусский трон, что было крайне рискованным шагом, поскольку Пруссия в это время вела войну с Польшей, которой подчинялась Пруссия.
Анна Прусская похоронена в Кёнигсбергском соборе.

## Потомки
В браке с Иоганном Сигизмундом родились:
- Георг Вильгельм (1595—1640), курфюрст и маркграф Бранденбурга, женат на Елизавете Шарлотте Пфальцской
- Анна София (1598—1659), замужем за герцогом Брауншвейг-Вольфенбюттеля Фридрихом Ульрихом
- Мария Элеонора (1599—1655), замужем за королём Швеции Густавом II Адольфом
- Екатерина (1602—1644), замужем за князем Трансильвании Габором Бетленом, затем за герцогом Францем Карлом Саксен-Лауэнбургским
- Иоахим Сигизмунд (1603—1625)
- Агнесса (1606—1607)
- Иоганн Фридрих (1607—1608)
- Альбрехт Кристиан (1609)